# Верхні Ірзеї
Ве́рхні Ірзе́ї (рос. Верхние Ирзеи, чув. Тури Ирçе) — присілок у Чувашії Російської Федерації, у складі Ювановського сільського поселення Ядринського району.
Населення — 186 осіб (2010; 194 в 2002, 194 в 1979, 253 в 1939, 297 в 1926, 257 в 1906, 154 в 1858). Національний склад — чуваші та росіяни.

## Історія
Засновано 19 століття як околоток села Юваново. До 1866 року селяни мали статус державних, займались землеробством, тваринництвом. 1931 року створено колгосп «Хĕрлĕ паттăр». На початку 20 століття діяло земське училище, у 1920-ті роки — початкова школа. До 22 липня 1920 року присілок перебував у складі Малокарачкінської волості Козьмодемьянського, до 5 жовтня 1920 року — Чебоксарського, а з до 1927 року — Ядринського повітів. Після переходу 1927 року на райони — спочатку у складі Татаркасинського, з 1939 року — Сундирського, а з 1962 року — Ядринського районів.

## Господарство
У присілку діють філіал швидкої допомоги, ветеринарна аптека, клуб, бібліотека, спортивний майданчик, 3 магазини.